# Esperanza Martínez García
Esperanza Martínez García (Atalaya de Villar del Saz de Arcas, 27 de abril de 1927) es una luchadora antifranquista española que perteneció al maquis bajo el nombre de Sole.

## Trayectoria
Sus padres eran Matilde García y Nicolás Martínez Rubio. Vivían en una aldea, llamada Atalaya, próxima a Villar del Saz de Arcas, en la serranía de Cuenca. Ambos eran de convicciones republicanas. Su madre murió durante un parto. Su padre, tras la Guerra civil española, daba apoyo a los maquis de la Agrupación Guerrillera de Levante y Aragón (AGLA).
Junto a sus hermanas y a Remedios Montero Martínez se convirtieron en enlaces. Pero cuando en 1947 se promulgó una ley de bandidaje y terrorismo para combatir al maquis, decidieron incorporarse a la guerrilla junto a su padre. De este modo se integró en diciembre de 1949 en el sector 5 de AGLA junto a sus hermanas Amadora, conocida como Rosita, y Ángela, conocida como Blanca, de 19 y 17 años respectivamente. Su padre también se incorporó a la guerrilla. Desde Mohorte, se les unió Remedios Montero Martínez “Celia”, de 23 años, con su padre Eustaquio Montero Cotillas y su hermano Fernando “Luis”, de 18 años.
En 1950 ingresó en el Partido Comunista de España (PCE). Su padre y su cuñado fueron muertos al igual que los hermanos y padre de Remedios Montero. Ellas decidieron abandonar la lucha armada y escaparon a Francia. Pero volvió a petición del PCE para recoger guerrilleros. El 25 de marzo de 1952, tras la denuncia de un agente de enlace, y bajo la falsa identidad de Consuelo Pallares Olivares, fue detenida en un tren en Miranda de Ebro.
Sometida a dos consejos de guerra en Valencia y en Burgos; en el primero fue condenada a veinte años y un día de cárcel por un delito de “bandidaje y terrorismo”; en el segundo, a veintitrés años, cuatro meses y un día por “espionaje y comunismo”. Estuvo en la Cárcel Modelo de Valencia, en la cárcel de Ventas, en la Cárcel de Carabanchel (Madrid), en la Prisión de Burgos  y en Alcalá de Henares. En esta última coincidió con su hermana Amada, con Remedios Monteroy Carmen Orozco.
Puesta en libertad provisional el 25 de febrero de 1967, fue a Manresa y después se trasladó a Zaragoza, para conocer a las mujeres del Movimiento Democrático de Mujeres que le habían ayudado cuando estaba en Alcalá. Instalada allí, conoció a Manuel Gil. Su unión fue el primer matrimonio civil en la ciudad. La ceremonia tuvo lugar en la prisión donde su marido, de Comisiones Obreras, cumplía una condena de tres años.

## Reconocimientos
- Fue nombrada hija adoptiva de Zaragoza en 2016.[8]
- En 2018 La Fundación 14 de Abril le concedió el premio a los Valores Republicanos.[6]
- En 2022 la Federación de Asociaciones de Memoria Histórica de la Región de Murcia concedió el Premio Memoria Histórica de la Región de Murcia a la Guerrilla Antifranquista y entregó el premio a los dos últimos supervivientes: Esperanza Martínez García “Sole”, de la Agrupación Guerrillera de Levante y Aragón (AGLA), Presidenta de la Asociación  Archivo, Guerra y Exilio (AGE) y a Francisco Martínez López “Quico”, miembro de la Junta directiva de AGE y Presidente de Honor de AGE País Valencià (AGEPV).[9]

## Legado
- Su testimonio forma parte del primer capítulo del Libro Tercero Mujeres de la resistencia de Testimonios de mujeres en las cárceles franquistas de Tomasa Cuevas.[10]
- En 2001 participó con su testimonio en la película de Javier Corcuera La guerrilla de la memoria.[11]

- Su testimonio también forma parte del libro de Esther López Barceló, publicado en 2008, Testimonio de la memoria, con un capítulo dedicado a ella.[12]
- En 2010 fueron publicadas sus memorias bajo el título Guerrilleras, la ilusión de una esperanza.[1]